# Insegnante di sostegno

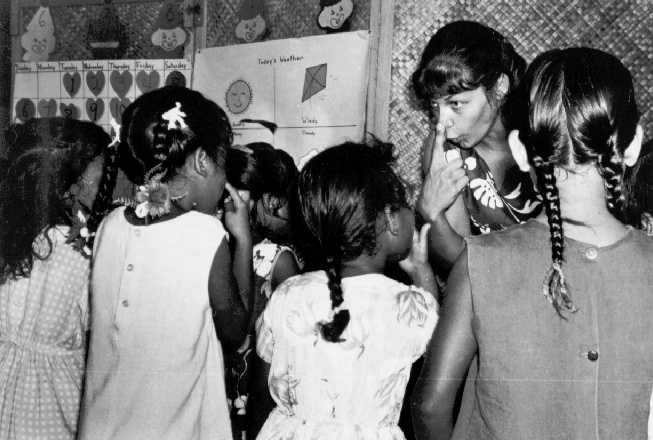
Insegnante in classe

L'insegnante di sostegno è un docente in Italia che è specializzato e assegnato ad una classe dove è presente un alunno con disabilità con lo scopo di favorirne l'inclusione e l'apprendimento.
La sua figura è stata introdotta nella scuola dell'obbligo italiana ai sensi della Legge 4 agosto 1977, n. 517, articolo 7, in materia di "Norme sulla valutazione degli alunni e sull'abolizione degli esami di riparazione nonche' altre norme di modifica dell'ordinamento scolastico".
Carlo Scataglini nel libro Il sostegno è un caos calmo: e io non cambio mestiere ha definito il sostegno come "una specie di «caos calmo», un ossimoro disordinato e lento [...] per il quale niente è semplice o scontato, niente è uguale due volte di seguito. Nemmeno aprire la porta ed entrare in classe al mattino: tutto è sempre una nuova scoperta".

## Storia
L'obbligo fu introdotto nel 1923 dalla riforma Gentile, la quale però comprendeva solo i ciechi e i sordi. Circa 10 anni dopo l'istruzione prevedeva classi differenziali, scuole speciali e, per i casi più gravi, istituti speciali. Prevaleva dunque l'aspetto della divisione, della separazione; nel secondo dopoguerra tra la fine anni '60 e a inizio anni '70 vengono inseriti i bambini ciechi nelle scuole comuni, superando quindi l'aspetto della divisione e della separazione.
Nel 1968 il deputato Foschi promuove l'inserimento di allievi disabili nelle scuole comuni, ma in sezioni speciali (scuola materna), in classi speciali (scuola dell'obbligo) e in sezioni speciali (istituto professionale). Solo per le disabilità più gravi erano ancora previsti gli inserimenti nelle scuole speciali. La Legge 30 marzo 1971, n. 118 prevede l'inserimento nelle classi comuni della scuola dell'obbligo per i mutilati e gli invalidi civili. Nel 1975 la senatrice Falcucci segnò una svolta radicale nell'ambito del sostegno scolastico. Ciò avvenne attraverso una relazione in cui la senatrice enunciava un nuovo modo di intendere la scuola: tutti i bambini dovevano frequentare le classi comuni.
Di fondamentale importanza ai fini dell'integrazione scolastica è stata l'approvazione della Legge 4 agosto 1977, n. 517 che aboliva le classi differenziali e definiva la presenza d'insegnanti specializzati, nelle scuole elementari e medie, come sostegno agli alunni con disabilità.Tali dovevano avere un titolo di specializzazione conseguito al termine di un corso teorico-pratico della durata di due anni che doveva essere svolto in scuole o istituti riconosciuti dal Ministero della pubblica istruzione. Nel 1977 un decreto ministeriale elencava le direttive pedagogiche e didattiche per questi corsi. Erano previste 600 ore per l'area informativa (psicologia, pedagogia, metodologia e didattica, aspetti legislativi etc.) e 700 ore per l'area formativa (esperienze di gruppo, tirocinio di almeno 400 ore). L'espressione "insegnante di sostegno" è stata utilizzata per la prima volta in una circolare ministeriale nel 1979 in cui, la persone che assumeva tale ruolo, veniva definita come un docente a pieno titolo, non un elemento aggiuntivo, e inoltre veniva specificato che tutta la comunità scolastica doveva essere coinvolta nel sostegno. Per quanto riguarda l'introduzione della figura del docente di sostegno nelle scuole secondarie di II grado si è dovuto attendere la circolare ministeriale 22 settembre 1988, n. 262 in attuazione della sentenza della Corte Costituzionale n. 215 del 3 giugno 1987 che assicurava (e non semplicemente favoriva) la frequenza alle scuole superiori da parte degli studenti con disabilità.

## Disciplina normativa
La Costituzione Italiana getta le fondamenta della scuola inclusiva italiana. L'istruzione, quindi, deve essere garantita, obbligatoria (per almeno otto anni) e gratuita per tutti e lo Stato ha il compito di rimuovere ciò che ostacola la libertà e il pieno sviluppo delle persone. Su questi principi fondamentali è stata fondata la figura dell'insegnante di sostegno, regolamentata successivamente dalla legge 5 febbraio 1992, n. 104 la quale stabiliva che tale tipologia di docente dovesse avere una particolare formazione di cui all'art. 4 della legge 19 novembre 1990, n. 341.
Il Parlamento italiano con la Legge 3 marzo 2009, n. 18 ha ratificato la Convenzione delle Nazioni Unite sui diritti delle persone con disabilità del 2006, secondo la quale le persone con disabilità devono ricevere il sostegno necessario all'interno del sistema educativo, prevedendo forme d'integrazione scolastica nelle classi comuni. La convenzione ONU, fondata sul modello ICF (International Classification of Functioning, Disability and Health del 2002), prevede che l'insegnante di sostegno intervenga sulle varie componenti della salute, lavorando non solo con l'alunno ma anche e soprattutto sui fattori contestuali.
Le principali tappe dell'integrazione scolastica sono state raccolte nell'agosto 2009 dal MIUR nelle Linee guida per l'integrazione scolastica degli alunni con disabilità con lo scopo di fornire agli operatori scolastici una visione organica della materia, specificando altresì l'importanza del ruolo svolto dal docente assegnato alle attività di sostegno insieme all'intera comunità scolastica. Le funzioni del docente di sostegno sono state ulteriormente ridefinite e ribadite dal Decreto legislativo 13 aprile 2017, n. 66, che riconosce l'insegnante di sostegno come un docente, presente nelle scuole dell'ordinamento scolastico italiano, specializzato nella didattica speciale per l'integrazione di alunni con disabilità certificata. Èncheprevisto per le scuole paritarie, in tal caso però vi è un costo a carico dei genitori da contrattare con la scuola, il Decreto del Presidente della Repubblica 9 gennaio 2008, n. 23 ha però previsto che tali istituti possano stipulare convenzioni col Ministero per ottenere un contributo statale al riguardo.

## Il percorso di formazione
Per diventare insegnante di sostegno nella scuola primaria, è necessario possedere uno dei seguenti titoli:
- diploma conseguito presso istituto magistrale o Liceo delle scienze umane, conseguito entro l'anno scolastico 2001/2002.

- laurea in "Scienze della formazione primaria" o un titolo estero dichiarato equipollente.

È altresì necessario aver frequentato un corso di specializzazione in pedagogia e didattica speciale, corso annuale costituito da 60 crediti formativi (CFU) di cui 12 acquisiti mediante lo svolgimento di 300 ore di tirocinio. Questa formazione è attivata nelle università italiane dove sono presenti corsi magistrali di formazione primaria. I requisiti per accedere al corso sono il possesso del succitato diploma di laurea e di 60 CFU in ambito di didattica dell'inclusione; in igni caso è un corso ad accesso programmato dal MIUR.
Per la scuola secondaria di primo e secondo grado, invece, i requisiti richiesti sono:
- abilitazione specifica per la classe di concorso;
- laurea magistrale (biennale o a ciclo unico), indipendentemente dalla disciplina.

Analoga specializzazione in pedagogia è altresì prevista; i requisiti di accesso a tale corso di specializzazione prevedono il titolo di abilitazione all'insegnamento in una classe di concorso per il grado di scuola per il quale si intende partecipare o la laurea magistrale (o equipollente) con gli ulteriori requisiti richiesti per l'accesso all'insegnamento.
Una volta conseguiti i titoli richiesti, è necessario poi ottenere l’abilitazione per il sostegno, iscrivendosi e completando il "Tirocinio Formativo Attivo" (TFA) per il sostegno; chi lo supera con successo può partecipare al concorso per insegnanti di sostegno.
Tuttavia in Italia, per via di un sistema basato anche sulle supplenze temporanee, i dirigenti scolastici, in caso di esaurimento delle graduatorie, possono assegnare il ruolo anche docenti sprovvisti di specializzazione o abilitazione, senza l'esperienza e la formazione necessaria, attingendo dalle graduatorie di istituto o dalle cosiddette MAD (messa a disposizione).

## Funzioni e competenze
Non è l'insegnante del solo alunno con disabilità, ma lo è dell'intera classe nella quale viene assegnato in quanto vengono a esserci maggiori esigenze educative che richiedono la presenza di specifici insegnanti qualificati.

### Funzioni

Lavoro d'équipe

L'insegnante di sostegno è assegnato a una classe, di cui assume la contitolarità, e non solamente a uno specifico studente. L'obiettivo è attuare interventi inclusivi attraverso strategie didattico-metodologiche specifiche, con altri insegnanti curricolari, poiché insieme hanno la responsabilità della realizzazione del processo di inclusione scolastica. "Com'è noto, la funzione del docente di sostegno rappresenta la fondamentale risorsa attraverso cui l'integrazione scolastica si concretizza. All'inserimento degli alunni diversamente abili nelle classi corrisponde la pari dignità professionale tra i docenti all'interno degli organi collegiali della scuola a cui si aggiunge, per la categoria dei professori di sostegno, il riconoscimento di una responsabilità tecnica, piuttosto articolata rispetto alla gestione delle classi in cui operano in qualità di specialisti. È appena il caso di sottolineare che il docente specializzato deve essere, anche e soprattutto un mediatore pedagogico, deve avere conoscenza e consapevolezza del principio ermeneutico e possedere abilità comunicative” (Giovanni Bocchieri, capo segreteria tecnica del ministro Gelmini, 2010).
Partecipa a tutti gli effetti alle riunioni, agli incontri con i genitori e agli scrutini. Segue personalmente i rapporti con la famiglia del minore con disabilità costruendo un rapporto di fiducia e, inoltre, si confronta con altri professionisti del territorio come personale ASL (es. neuropsichiatra), mediatori ed educatori. Il confronto con queste diverse figure ha come scopo la valorizzazione delle qualità del bambino vista come prospettiva per garantirgli un futuro come persona adulta e in autonomia.
Collabora con l'Unità di Valutazione Multidisciplinare (DPR 24/02/1994 art.2) che contribuisce a redigere il Profilo di Funzionamento (che accorpa dal 1º Gennaio 2019 la Diagnosi Funzionale e il Profilo Dinamico Funzionale) riguardante le competenze e le misure idonee per l'inclusione scolastica del minore con disabilità. Questo documento è propedeutico al Piano educativo individualizzato (PEI).

### Competenze
Per far fronte alle molteplici situazioni del suo incarico, l'insegnante di sostegno deve possedere le seguenti competenze:
1. Competenze teorico-pratiche nel campo della pedagogia e della didattica speciale
2. Competenze psico-pedagogiche sulle tipologie delle disabilità
3. Competenze nell’ambito della pedagogia della relazione d’aiuto
4. Conoscenze e competenze sulle modalità di interazione e di relazione educativa con gli alunni della classe promuovendo relazioni pro sociali fra gli stessi e fra questi e la comunità scolastica
5. Competenze educative delle dinamiche familiari e delle modalità di coinvolgimento e cooperazione con le famiglie
6. Conoscenze teorico-pratiche per l’approccio interdisciplinare allo studio dell’interazione corpo-mente, della psicomotricità, del comportamento e dell’apprendimento dell’essere umano
7. Conoscenze teorico-pratiche in relazione ai processi di comunicazione
8. Familiarità e competenza teorico-pratica con metodologie simulative, osservative e sperimentali
9. Capacità di analizzare e comprendere i processi cognitivi a livello individuale e collettivo, in condizioni di disabilità e non
10. Competenze per co-ideare, co-monitorare e co-condurre progetti innovativi finalizzati a promuovere il processo di integrazione all’interno del contesto classe
11. Competenze di didattica e didattica speciale (anche per disabilità sensoriali e cognitive) in ambito scientifico, umanistico e antropologico,e negli approcci meta cognitivi e cooperativi
12. Competenze psicoeducative per l’intervento nei disturbi relazionali e comportamentali
13. Competenze padagogico-didattiche nella gestione integrata del gruppo classe
14. Competenze per monitorare e valutare gli interventi educativi e formativi
15. Competenze in ambito giuridico e normativo sull’inclusione scolastica e i diritti umani
16. Competenze didattiche con le nuove tecnologie informatiche[23]
17. Competenze di comunicazione e collaborazione coi colleghi e gli operatori dei servizi sociali e sanitari
18. Competenze pedagogico-didattiche per la realizzazione di forme efficaci ed efficienti di individualizzazione e personalizzazione dei percorsi formativi
19. Competenza pedagogica nello sviluppo del PEI per il Progetto di vita
20. Competenze didattiche finalizzate allo sviluppo delle abilità comunicative e linguistiche
21. Competenze di osservazione e valutazione dei vari aspetti del funzionamento umano secondo l’approccio ICF dell’OMS[24]

### Piano educativo individualizzato (PEI)
Il Piano Educativo Individualizzato è elaborato e approvato dal Gruppo di Lavoro Operativo per l’inclusione composto dal team dei docenti contitolari o dal consiglio di classe, con la partecipazione dei genitori dell’alunno (o chi ne esercita la responsabilità genitoriale) e di figure professionali specifiche, e con il supporto dell'unità di valutazione multidisciplinare e di un rappresentante designato dall’Ente Locale (DECRETO LEGISLATIVO 7 agosto 2019, n. 96).
È un importante documento che ha come scopo di stabilire gli obiettivi educativi e didattici dell’alunno. È un documento dinamico: ogni membro del Gruppo di Lavoro Operativo per l’inclusione verifica l'andamento del percorso dell'alunno e, se lo ritiene opportuno, può chiederne la modifica. All'interno del PEI, tra le numerose informazioni, vengono anche stabiliti i criteri di verifica e valutazione.

## Profilo europeo dei docenti inclusivi

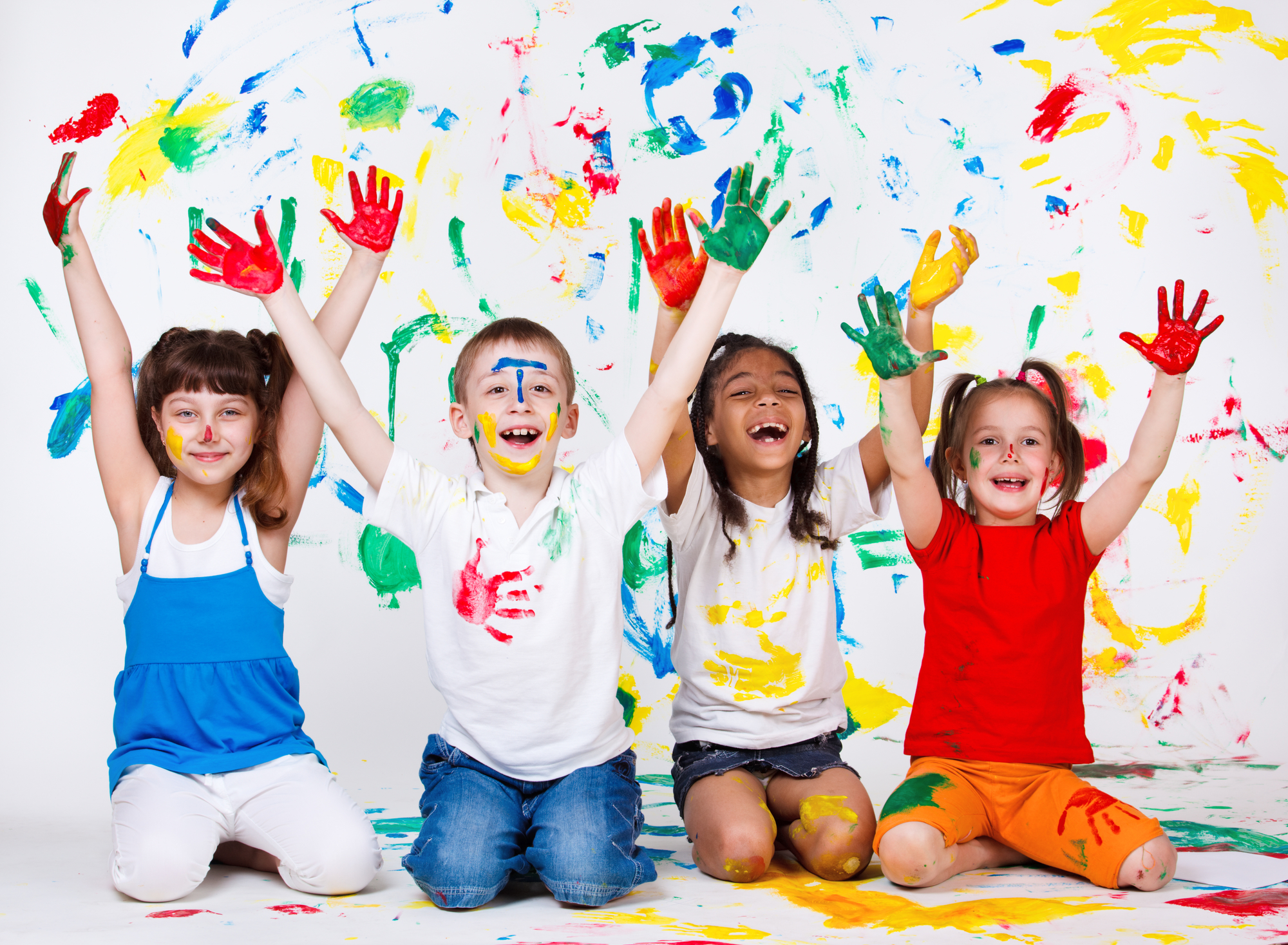
Inclusione scolastica

Sono state promulgate nel 2012, dall’Agenzia europea per lo sviluppo dell'istruzione degli alunni disabili, in seguito a uno studio, delle linee guida per individuare quali sono le competenze essenziali necessarie per chi vuole diventare docente inclusivo. Il docente inclusivo non è solo l'insegnante di sostegno, ma lo sono tutti gli insegnanti curricolari. Essere inclusivi significa rispettare l'individualità e originalità di ogni alunno, non solo di quelli con una certificazione di disabilità.
Dapprima si sono individuati i valori essenziali dell'insegnamento, che sono: Valutare la diversità degli alunni, Sostenere gli alunni, Lavoro di gruppo e Aggiornamento continuo. Per ogni valore sono state identificate delle aree di competenza che sono composte dai comportamenti, dalle conoscenze e dalle competenze associate:
1. Valutare la diversità dell’alunno - la differenza tra gli alunni è una risorsa:
- Opinioni personali sull'integrità dell'alunno e sulla diversità;
- Opinioni personali sulla differenza di apprendimento.

2. Sostenere gli alunni - i docenti devono avere alte aspettative sul successo scolastico degli alunni:
- Promuovere l'apprendimento accademico, pratico, sociale ed emotivo degli alunni;
- Utilizzare approcci didattici efficaci in classi eterogenee.

3. Lavoro di gruppo -  approccio essenziale:
- Lavorare con genitori e famiglie;
- Lavorare con altri professionisti.

4. Aggiornamento continuo - l'insegnamento è un'attività di apprendimento e il docente ha la responsabilità del proprio apprendimento in maniera permanente:
- I docenti come praticanti riflessivi in quanto riflettere sulla didattica e la vita scolastica rende più efficace il lavoro con i genitori, gli altri colleghi e i professionisti;
- La formazione iniziale è la base del successivo aggiornamento e sviluppo professionale;

Ogni competenza viene poi dettagliatamente sviluppata nelle sue molteplici sfaccettature.
Questo piano, a intenzione dei promulgatori, dovrebbe costituire la base per la progettazione e la realizzazione dei programmi di formazione iniziale.